# Кшакі (Лодзинське воєводство)
Кшакі (пол. Krzaki) — село в Польщі, у гміні Бжезньо Серадзького повіту Лодзинського воєводства.
Населення — 265 осіб (2011).
У 1975-1998 роках село належало до Серадзького воєводства.

## Демографія
Демографічна структура станом на 31 березня 2011 року:
|          | Загалом | Допрацездатний вік | Працездатний вік | Постпрацездатний вік |
| -------- | ------- | ------------------ | ---------------- | -------------------- |
| Чоловіки | 136     | 25                 | 93               | 18                   |
| Жінки    | 129     | 23                 | 68               | 38                   |
| Разом    | 265     | 48                 | 161              | 56                   |